# Henri Serruys
Pour les articles homonymes, voir Serruys.
Henri François Serruys (Ostende, 9 novembre 1796 - 12 novembre 1883) est un homme politique belge, bourgmestre d'Ostende.

## Biographie
Henri Serruys est le huitième des onze enfants du distillateur Jacques Serruys (1759-1824) et de Julie Hertoghe (1762-1847). 
En 1826, il épousa Mélanie De Clercq (1801-1852), fille de l'armateur Salomon De Clercq et de Josèphe Merghelynck. Ils eurent deux filles et un garçon qui devint artiste-peintre et demeura célibataire. Il demeura rentier.
Vers la fin de l'Empire, il fut un des fils de familles notables d'Ostende qui furent embrigadés dans l'armée impériale. Il participa aux ultimes batailles napoléoniennes. Après 1857, il reçut la médaille de Sainte-Hélène.
En novembre 1830, il fut élu conseiller communal d'Ostende et, en 1836, il devint bourgmestre, mandat qu'il exerça jusqu'à sa démission fin 1860.
En souvenir de lui, une avenue Henri Serruys fut inaugurée en 1901.

## Distinctions
- Médaille de Sainte-Hélène

## Littérature
- P. VANDENABELE, Henri Serruys, burgemeester van de stad Oostende.
- Lucy PEELLAERT, Contribution à l'histoire et à la généalogie de la famille Serruys, Brussel, 1987.